# Efil4zaggin
Efil4zaggin (også kendt som Niggaz4Life) er det andet og sidste album af gangsta rap-gruppen N.W.A, udgivet den 28. maj 1991. Det var deres sidste album, da gruppen blev spillet ad samme år. Kun 4 medlemmer af N.W.A medvirker, da Ice Cube allerede var ude af gruppen i 1989. Efil4Zaggin blev i første uge nummer 2 på Billboard 200, og på den anden uge ramte den nummer 1.

## Spor
1. "Prelude"
2. "Real Niggaz Don't Die"
3. "Niggaz 4 Life"
4. "Protest"
5. "Appetite for Destruction"
6. "Don't Drink That Wine"
7. "Alwayz into Somethin"
8. "Message to B.A."
9. "Real Niggaz"
10. "To Kill a Hooker"
11. "One Less Bitch"
12. "Findum, Fuckum & Flee"
13. "Automobile"
14. "She Swallowed It"
15. "I'd Rather Fuck You"
16. "Approach to Danger"
17. "1-900-2-Compton"
18. "The Dayz of Wayback"